# Robert Alfred Cloyne Godwin-Austen

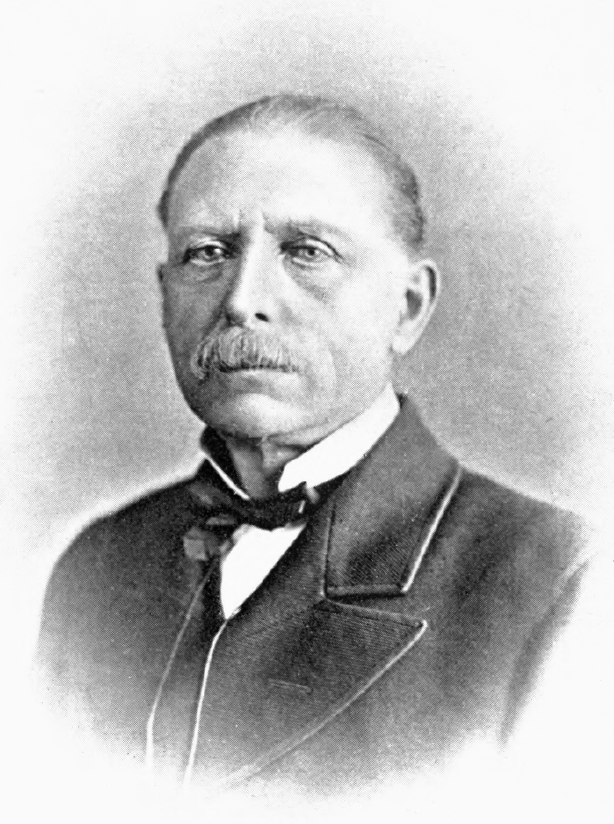
R.A.C. Godwin-Austen

Robert Alfred Cloyne Godwin-Austen FRS (* 17. März 1808; † 25. November 1884 in Shalford House bei Guildford) war ein englischer Geologe.

## Leben
Godwin-Austen war der älteste Sohn von Sir Henry E. Austen. Seine Ausbildung erhielt er am Oriel College in Oxford, wo er 1830 Mitglied wurde, ehe er Lincoln’s Inn beitrat. 1833 heiratete er die einzige Tochter und Erbin von General Sir Henry T. Godwin, Knight Commander des Order of the Bath, und erwarb 1834 die königliche Berechtigung, den Zusatznamen Godwin zu führen. Als Schüler von William Buckland in Oxford erwachte sein Interesse an der Geologie. Kurze Zeit später traf er Henry De la Beche und assistierte ihm bei der Aufnahme einer geologischen Karte der Umgebung von Newton Abbot in Devon, die später in die offizielle Karte des Geological Survey Aufnahme fand. Darüber hinaus veröffentlichte er eine Arbeit über die Geologie des Südostens von Devonshire (On the Geology of the South-East of Devonshire), die in den Transactions of the Geological Society (Series 2, volume viii) erschien.
Er wandte seine Aufmerksamkeit anschließend den Gesteinen der Kreide von Surrey zu, dem County, in dem sich seine Güter befanden, in Chilworth und Shalford in der Nähe von Guildford. Später befasste er sich mit den oberflächlichen Ablagerungen am Ärmelkanal zu und den Findlingen von Selsey. 1855 präsentierte er der Geological Society of London seine Arbeit On the possible Extension of the Coal-Measures beneath the South-Eastern part of England, in der er die Gründe darlegte, warum in dieser Gegend kohleführende Schichten im Untergrund vorkommen müssten. In diesem Aufsatz vertrat er außerdem die Ansicht, dass der Old Red Sandstone nicht im Meer, sondern an Land abgelagert wurde, und diskutierte die Beziehungen des Old Red Sandstone zum Devon, Silur und Karbon.
Er wurde zum 1849 zum Mitglied der Royal Society gewählt, und 1862 wurde ihm die Wollaston-Medaille der Geological Society of London verliehen. Bei dieser Gelegenheit wurde er von Roderick Murchison als ein herausragender physischer Geograph vergangener Zeiten bezeichnet. Godwin-Austen starb in Shalford House in der Nähe von Guildford. Sein Sohn Henry Haversham Godwin-Austen war ebenfalls ein Geologe, auf dessen Expedition im Jahr 1856 einer der Namen des K2 zurückgeht (Mount Godwin-Austen).